# Alina Korneeva
Alina Aleksandrovna Korneeva (in russo Алина Александровна Корнеева?; Mosca, 23 giugno 2007) è una tennista russa.

## Biografia
È la figlia dell'ex pallavolista Aleksandr Korneev, medaglia di bronzo alle Olimpiadi di Pechino 2008.

## Carriera

### 2020-2021: Successi junior
Korneeva comincia la carriera juniores nel 2020 e nel 2021 vince due titoli, anno in cui è anche finalista al Campionato Europeo under-14. Nel 2022 sono invece 6 i titoli vinti dalla tennista russa, che diventa la giocatrice con più trofei under-18 conquistati nel singolare femminile di quell'anno. Al debutto Slam under 18, Alina conquista il titolo agli Australian Open 2023 nel singolare battendo l'amica e coetanea Mirra Andreeva, con la quale ha raggiunto le semifinali nel doppio femminile. A giugno dello stesso trionfa anche all'Open di Francia vincendo su Lucciana Pérez Alarcón in finale. Insieme a Sara Saito è arrivata anche in finale del doppio femminile. Ad ottobre conquista anche il masters di fine anno chiudendo la stagione al primo posto in classifica mondiale.

### 2021-2023: Titoli ITF e debutto nel WTA Tour
Nel 2021, all'età di 14 anni, disputa il primo torneo professionistico all'ITF di Kazan' e a settembre 2022, al terzo torneo ITF a cui prende parte in carriera, vince il titolo a Casablanca. A marzo 2023 da qualificata vince il secondo titolo in carriera all'ITF da $60,000 di Pretoria avendo la meglio sull'ex n°25 Tímea Babos. All'età di 15 anni, otto mesi e 18 giorni, Korneeva è diventata la quinta giocatrice più giovane della storia a vincere un torneo ITF a livello di $60,000 o superiore.
A luglio, Korneeva conquista l'evento da $100,000 ITF a Figueira da Foz, infliggendo un netto 6-0, 6-0 a Carole Monnet. Insieme ad Anastasija Tichonova, ha raggiunto anche la finale di doppio nello stesso torneo.
Fa il suo esordio nel circuito WTA ad ottobre 2023 dove supera le qualificazioni per l'Hong Kong Tennis Open e riesce a vincere l'incontro di primo turno contro la connazionale Valerija Savinych. Nel secondo turno viene eliminata dalla teenager ceca Linda Fruhvirtová.

### 2024: Debutto Slam, prima finale WTA in doppio e prima semifinale WTA in singolare
A gennaio 2024 partecipa alle qualificazioni per gli Australian Open 2024 e, grazie a tre successi consecutivi, si guadagna l'accesso al tabellone di uno Slam per la prima volta in carriera. Vince contro i pronostici il primo turno battendo in rimonta la testa di serie numero 33 Sara Sorribes Tormo (4-6, 6-3, 6-2); si ferma al turno successivo contro la numero 10 del tabellone Beatriz Haddad Maia.
Si qualifica per il Thailand Open 2024, dove viene sconfitta nel primo turno dalla cinese Wang Yafan in due set. A febbraio, subisce un infortunio ai tendini del polso che la tiene lontana dai campi per ben sette mesi, facendo il suo rientro durante un torneo ITF da $100.000 a Caldas da Rainha, che riesce a vincere battendo in finale la connazionale Anastasija Zacharova.
Il 14 settembre 2024, Alina raggiunge la prima finale WTA della carriera in doppio al Jasmin Open, dove fa coppia con la compatriota Zacharova e vengono sconfitte dalla russa Anna Blinkova e dall'egiziana Mayar Sherif con il punteggio di 6-2, 1-6, [8-10]. Un mese dopo, il 25 ottobre, raggiunge anche la prima finale WTA 125 della carriera sempre in doppio all'Abierto Tampico, facendo coppia insieme alla russa Polina Kudermetova e venendo sconfitte dalle sorelle statunitensi Carmen e Rebecca Marino con il punteggio di 3-6, 3-6.
Una settimana dopo, Korneeva raggiunge la prima semifinale nel WTA Tour in singolare al Mérida Open Akron 2024, facendo uso del ranking protetto, in seguito alle sue vittorie sulla statunitense Alycia Parks (la prima ottenuta nel Tour da gennaio), la quinta testa di serie Blinkova (la seconda in carriera su una Top 100) e la spagnola Sara Sorribes Tormo (la seconda in stagione). La sua corsa si arrende nelle ultime quattro per mano della turca Zeynep Sönmez, dopo essere stata avanti di un break nel primo parziale.

## Statistiche WTA

### Doppio

#### Sconfitte (1)
| Legenda              |
| Grande Slam (0)      |
| Argenti Olimpici (0) |
| WTA Finals (0)       |
| WTA Elite Trophy (0) |
| Dal 2021             |
| WTA 1000 (0)         |
| WTA 500 (0)          |
| WTA 250 (1)          |

| N. | Data              | Torneo                | Superficie | Compagna             | Avversarie in finale       | Punteggio        |
| 1. | 14 settembre 2024 | Jasmin Open, Monastir | Cemento    | Anastasija Zacharova | Anna Blinkova Mayar Sherif | 6-2, 1-6, [8-10] |

## Circuito WTA 125

### Doppio

#### Sconfitte (1)
| N. | Data            | Torneo                   | Superficie | Compagna           | Avversarie in finale         | Punteggio |
| 1. | 25 ottobre 2024 | Abierto Tampico, Tampico | Cemento    | Polina Kudermetova | Carmen Corley Rebecca Marino | 3-6, 3-6  |

## Statistiche ITF

### Singolare

#### Vittorie (4)
| Torneo $100.000 (2) |
| Torneo $80.000 (0)  |
| Torneo $60.000 (1)  |
| Torneo $40.000 (0)  |
| Torneo $25.000 (0)  |
| Torneo $15.000 (1)  |

| N. | Data              | Torneo                                         | Superficie  | Avversaria in finale | Punteggio   |
| 1. | 11 settembre 2022 | Morocco Tennis Tour, Casablanca                | Terra rossa | Laura Hietaranta     | 7–5, 6–4    |
| 2. | 19 marzo 2023     | Wiphold International, Pretoria                | Cemento     | Tímea Babos          | 6–3, 7–6(3) |
| 3. | 30 luglio 2023    | Figueira da Foz Ladies Open, Figueira da Foz   | Cemento     | Carole Monnet        | 6-0, 6-0    |
| 4. | 22 settembre 2024 | Caldas da Rainha Ladies Open, Caldas da Rainha | Cemento     | Anastasija Zacharova | 6-1, 6-4    |

#### Sconfitte (2)
| Torneo $100.000 (1) |
| Torneo $80.000 (1)  |
| Torneo $60.000 (0)  |
| Torneo $40.000 (0)  |
| Torneo $25.000 (0)  |
| Torneo $15.000 (0)  |

| N. | Data              | Torneo                                       | Superficie | Avversaria in finale | Punteggio        |
| 1. | 17 settembre 2023 | Le Neubourg Open, Le Neubourg                | Cemento    | Céline Naef          | 6-4, 2-6, 6(7)-7 |
| 2. | 27 luglio 2025    | Figueira da Foz Ladies Open, Figueira da Foz | Cemento    | Marija Timofeeva     | 3-6, 0-6         |

### Doppio

#### Vittorie (2)
| Torneo $100.000 (0) |
| Torneo $80.000 (1)  |
| Torneo $60.000 (0)  |
| Torneo $40.000 (0)  |
| Torneo $25.000 (1)  |
| Torneo $15.000 (0)  |

| N. | Data              | Torneo                                | Superficie | Compagna        | Avversarie in finale     | Punteggio           |
| 1. | 19 novembre 2022  | Egypt Women's Future, Sharm el-Sheikh | Cemento    | Polina Iatcenko | Jenny Dürst Park So-hyun | 6-1, 6(1)-7, [10-5] |
| 2. | 15 settembre 2023 | Le Neubourg Open, Le Neubourg         | Cemento    | Fiona Ferro     | Maryna Kolb Nadiia Kolb  | 7-6(7), 7-5         |

#### Sconfitte (1)
| Torneo $100.000 (1) |
| Torneo $80.000 (0)  |
| Torneo $60.000 (0)  |
| Torneo $40.000 (0)  |
| Torneo $25.000 (0)  |
| Torneo $15.000 (0)  |

| N. | Data           | Torneo                                       | Superficie | Compagna             | Avversarie in finale         | Punteggio |
| 1. | 29 luglio 2023 | Figueira da Foz Ladies Open, Figueira da Foz | Cemento    | Anastasija Tichonova | Eudice Chong Arianne Hartono | 3-6, 2-6  |

## Grande Slam Junior

### Singolare

#### Vittorie (2)
| Tornei del Grande Slam  |
| ----------------------- |
| Australian Open (1)     |
| Open di Francia (1)     |
| Torneo di Wimbledon (0) |
| US Open (0)             |

| N. | Data            | Torneo                     | Superficie  | Avversaria in finale   | Punteggio        |
| 1. | 28 gennaio 2023 | Australian Open, Melbourne | Cemento     | Mirra Andreeva         | 6(2)–7, 6–4, 7–5 |
| 2. | 11 giugno 2023  | Open di Francia, Parigi    | Terra rossa | Lucciana Pérez Alarcón | 7–6(4), 6–3      |

### Doppio

#### Sconfitte (1)
| Tornei del Grande Slam  |
| ----------------------- |
| Australian Open (0)     |
| Open di Francia (1)     |
| Torneo di Wimbledon (0) |
| US Open (0)             |

| N. | Data           | Torneo                  | Superficie  | Compagna   | Avversarie in finale                 | Punteggio |
| 1. | 11 giugno 2023 | Open di Francia, Parigi | Terra rossa | Sara Saito | Tyra Caterina Grant Clervie Ngounoue | 3-6, 2-6  |